# Jugon-les-Lacs
Jugon-les-Lacs (bret. Lanyugon) – miejscowość i dawna gmina we Francji, w regionie Bretania, w departamencie Côtes-d’Armor. W dniu 1 stycznia 2016 roku z połączenia dwóch ówczesnych gmin – Dolo oraz Jugon-les-Lacs – utworzono nową gminę Jugon-les-Lacs-Commune-Nouvelle. Siedzibą gminy została miejscowość Jugon-les-Lacs. W 2013 roku populacja Jugon-les-Lacs wynosiła 1853 mieszkańców. 